# 37e Film Independent Spirit Awards
De uitreiking van de 37e Film Independent Spirit Awards vond plaats op 6 maart 2022 in Santa Monica tijdens een ceremonie die werd gepresenteerd door Megan Mullally en Nick Offerman. De genomineerden werden bekendgemaakt door Beanie Feldstein, Regina Hall en Naomi Watts op 14 december 2021.

## Winnaars en genomineerden
De winnaars staan bovenaan in vet lettertype.

### Beste film
- The Lost Daughter
  - A Chiara
  - C'mon C'mon
  - The Novice
  - Zola

### Beste debuutfilm
- 7 Days
  - Holler
  - Queen of Glory
  - Test Pattern
  - Wild Indian

### Beste regisseur
- Maggie Gyllenhaal - The Lost Daughter
  - Janicza Bravo - Zola
  - Lauren Hadaway - The Novice
  - Mike Mills - C'mon C'mon
  - Ninja Thyberg - Pleasure

### Beste script
- The Lost Daughter - Maggie Gyllenhaal
  - C'mon C'mon - Mike Mills
  - Swan Song - Todd Stephens
  - Together Together - Nikole Beckwith
  - Zola - Jeremy O. Harris en Janicza Bravo

### Beste eerste script
- Pig - Michael Sarnoski en Vanessa Block
  - Cicada - Matt Fifer en Sheldon D. Brown
  - Mass - Fran Kranz
  - Test Pattern - Shatara Michelle Ford
  - Wild Indian - Lyle Mitchell Corbine jr.

### Beste mannelijke hoofdrol
- Simon Rex - Red Rocket
  - Clifton Collins jr. - Jockey
  - Frankie Faison - The Killing of Kenneth Chamberlain
  - Michael Greyeyes - Wild Indian
  - Udo Kier - Swan Song

### Beste vrouwelijke hoofdrol
- Taylour Paige - Zola
  - Isabelle Fuhrman - The Novice
  - Brittany S. Hall - Test Pattern
  - Patti Harrison - Together Together
  - Kali Reis - Catch the Fair One

### Beste mannelijke bijrol
- Troy Kotsur - CODA
  - Colman Domingo - Zola
  - Meeko Gattuso - Queen of Glory
  - Will Patton - Sweet Thing
  - Chaske Spencer - Wild Indian

### Beste vrouwelijke bijrol
- Ruth Negga - Passing
  - Jessie Buckley - The Lost Daughter
  - Amy Forsyth - The Novice
  - Revika Reustle - Pleasure
  - Suzanna Son - Red Rocket

### Beste cinematografie
- Passing - Edu Grau
  - Blue Bayou - Matthew Chuang en Ante Cheng
  - A Chiara - Tim Curtin
  - The Humans - Lol Crawley
  - Zola - Ari Wegner

### Beste montage
- Zola - Joi McMillon
  - A Chiara - Affonso Gonçalves
  - The Killing of Kenneth Chamberlain - Enrico Natale
  - The Novice - Lauren Hadaway en Nathan Nugent
  - The Nowhere Inn - Ali Greer

### Beste internationale film
- Drive My Car, Japan - Ryusuke Hamaguchi
  - Compartment No. 6, Finland en Rusland - Juho Kuosmanen
  - Parallel Mothers, Spanje - Pedro Almodóvar
  - Pebbles, India - P.S. Vinothraj
  - Petite Maman, Frankrijk - Céline Sciamma
  - Prayers for the Stolen, Mexico - Tatiana Huezo

### Beste documentaire
- Summer of Soul (...Or, When the Revolution Could Not Be Televised)
  - Ascension
  - Flee
  - Procession
  - In the Same Breath

### John Cassavetes Award
Deze prijs is voor de beste film gemaakt voor minder dan $500.000.
- Shiva Baby
  - Cryptozoo
  - Jockey
  - Sweet Thing
  - This Is Not a War Story

### Robert Altman Award
Deze prijs voor beste ensemble wordt gegeven aan de regisseur, de casting director en de cast.
- Mass
  - Regisseur: Fran Kranz
  - Casting directors: Henry Russell Bergstein en Allison Estrin
  - Cast: Kagen Albright, Reed Birney, Michelle N. Carter, Ann Dowd, Jason Isaacs, Martha Plimpton en Breeda Wool

### Beste nieuwe gescripte serie
- Reservation Dogs
  - Blindspotting
  - It's a Sin
  - The Underground Railroad
  - We Are Lady Parts

### Beste nieuwe ongescripte- of documentaireserie
- Black and Missing
  - The Choe Show
  - The Lady and the Dale
  - Nuclear Family
  - Philly D.A.

### Beste mannelijke prestatie in een gescripte serie
- Lee Jung-jae - Squid Game
  - Olly Alexander - It's a Sin
  - Murray Bartlett - The White Lotus
  - Michael Greyeyes - Rutherford Falls
  - Ashley Thomas - Them: Covenant

### Beste vrouwelijke prestatie in een gescripte serie
- Thuso Mbedu - The Underground Railroad
  - Deborah Ayorinde - Them: Covenant
  - Jasmine Cephas Jones - Blindspotting
  - Jana Schmieding - Rutherford Falls
  - Anjana Vasan - We Are Lady Parts

### Beste cast in een serie
- Reservation Dogs
  - Cast: Devery Jacobs, D'Pharoah Woon-A-Tai, Lane Factor, Paulina Alexis, Sarah Podemski, Zahn McClaron, Lil Mike en Funnybone

## Films en series met meerdere nominaties
De volgende films en series ontvingen meerdere nominaties:
| Nominaties | Film                               | Awards |
| ---------- | ---------------------------------- | ------ |
| 7          | Zola                               | 2      |
| 5          | The Novice                         |        |
| 4          | The Lost Daughter                  | 3      |
| 4          | Wild Indian                        |        |
| 3          | A Chiara                           |        |
| 3          | C'mon C'mon                        |        |
| 3          | Test Pattern                       |        |
| 2          | Jockey                             |        |
| 2          | The Killing of Kenneth Chamberlain |        |
| 2          | Mass                               | 1      |
| 2          | Passing                            | 2      |
| 2          | Pleasure                           |        |
| 2          | Queen of Glory                     |        |
| 2          | Red Rocket                         | 1      |
| 2          | Swan Song                          |        |
| 2          | Sweet Thing                        |        |
| 2          | Together Together                  |        |
| Nominaties | Serie                              | Awards |
| 2          | Blindspotting                      |        |
| 2          | It's a Sin                         |        |
| 2          | Reservation Dogs                   | 2      |
| 2          | Rutherford Falls                   |        |
| 2          | Them: Covenant                     |        |
| 2          | The Underground Railroad           | 1      |
| 2          | We Are Lady Parts                  |        |